# Мармара (регіон)

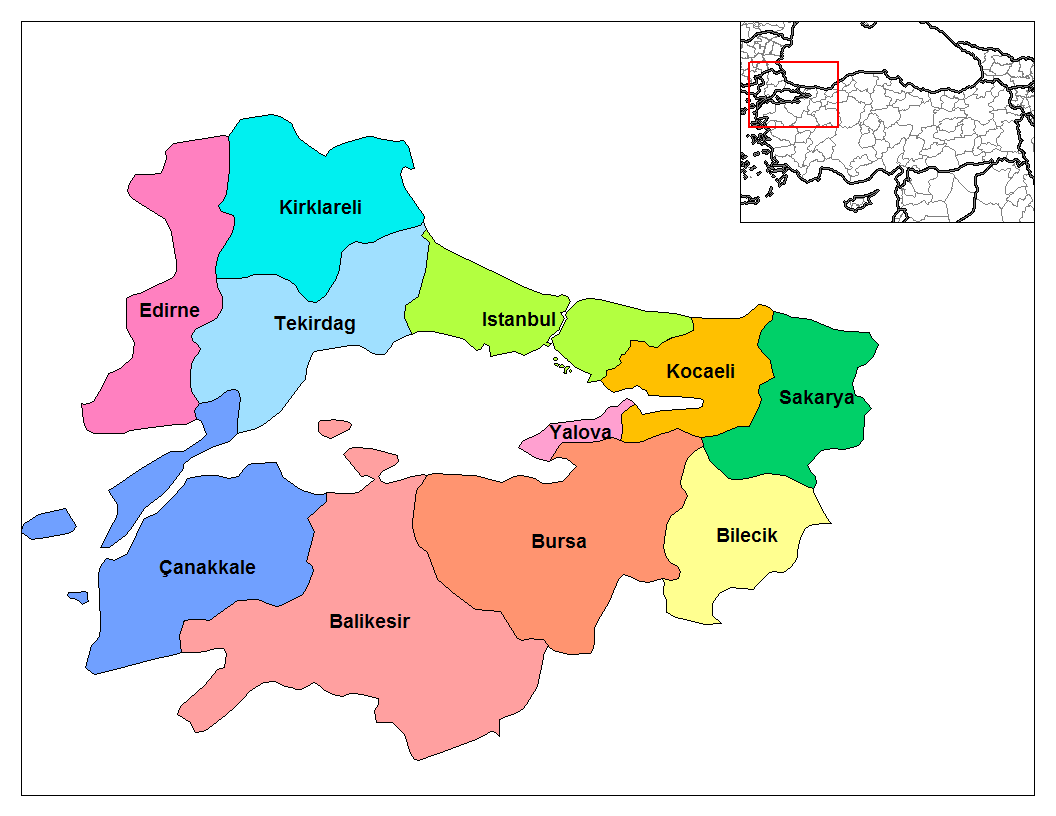
Провінції регіону Мармара

Регіон Мармара (тур. Marmara Bölgesi, досл. — Мармуровоморський регіон) — один з семи географічних районів Туреччини. Включає 11 провінцій (ілів), омивається трьома морями (Мармуровим, Чорним і Егейським) та двома протоками (Босфор и Дарданели). Центр регіону — місто Стамбул.

## Населення
Населення регіону станом на 1 січня 2014 року складає 23 202 727 осіб.
| Провінція  | Населення, станом на 1.01.2014 |
| ---------- | ------------------------------ |
| Баликесір  | 1162761                        |
| Біледжик   | 208888                         |
| Бурса      | 2740970                        |
| Едірне     | 398582                         |
| Киркларелі | 340559                         |
| Коджаелі   | 1676202                        |
| Сакар'я    | 917373                         |
| Істанбул   | 14160467                       |
| Текірдаг   | 874475                         |
| Чанаккале  | 502328                         |
| Ялова      | 220122                         |
| Всього     | 23202727                       |

| Туреччина | Це незавершена стаття з географії Туреччини. Ви можете допомогти проєкту, виправивши або дописавши її. |